# Bodanrück

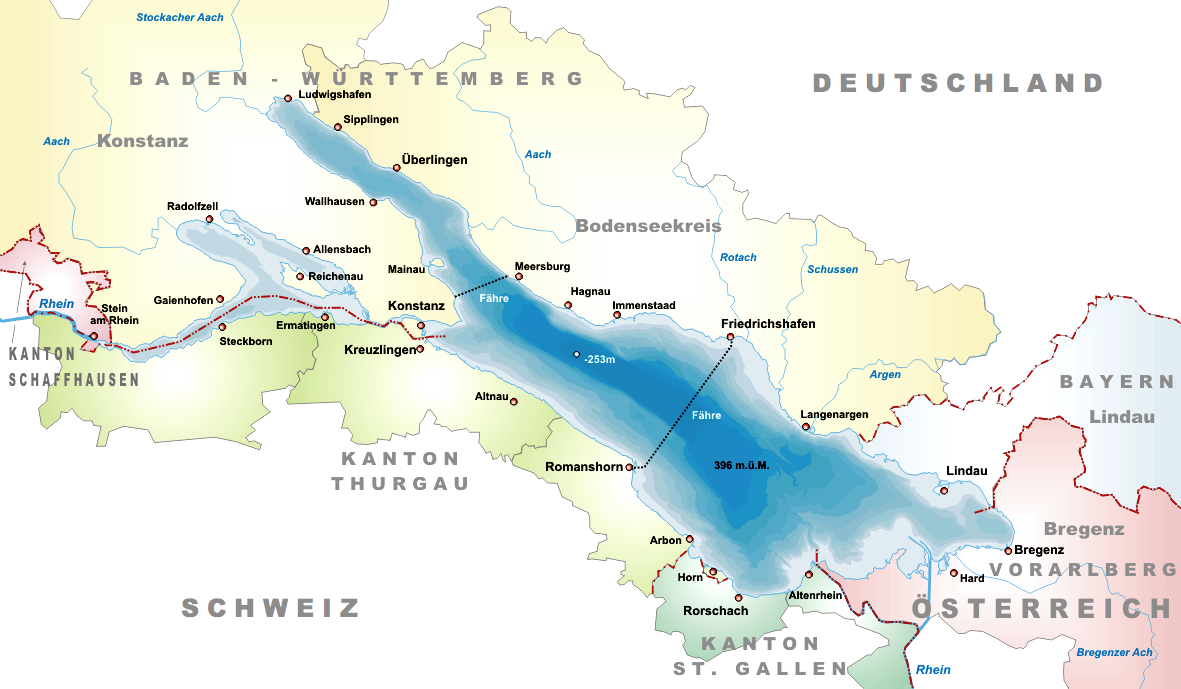
Bodenseeregion mit links oben zwischen Überlinger See, Obersee und Untersee befindlichem Bodanrück

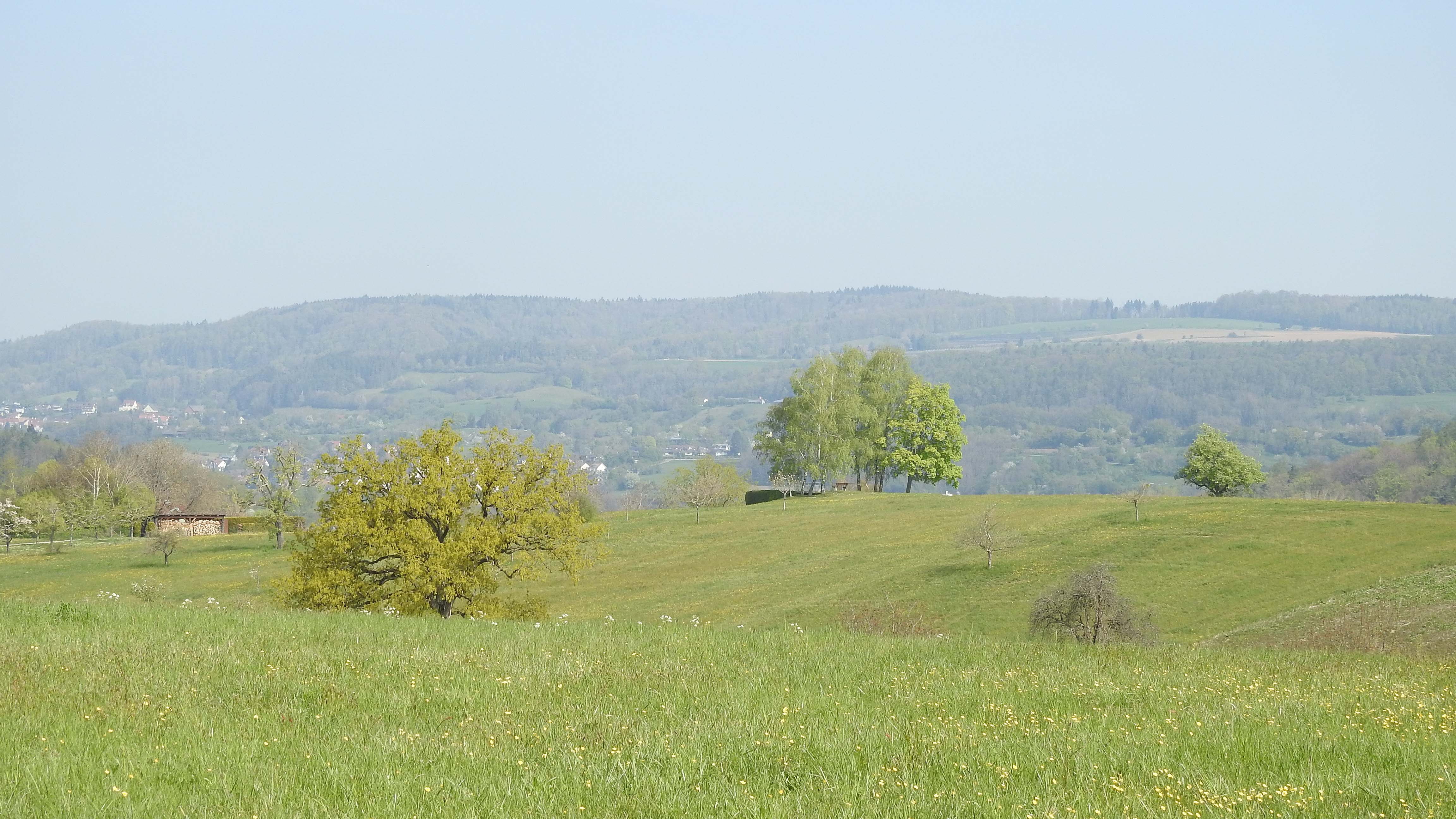
Blick von Süden zum Bodanrück

Der Bodanrück ist als Molasserücken eine 112 km² große und maximal 693,4 m ü. NHN hohe Halbinsel, die den Nordwestteil des Bodensees in den Überlinger See und Untersee teilt. Er liegt im Landkreis Konstanz im Süden von Baden-Württemberg (Deutschland). Im engeren Sinn versteht man unter dem Bodanrück die höher liegenden Teile der Halbinsel.

## Geographie

### Lage
Der Bodanrück liegt zwischen dem Überlinger See im Nordosten und dem Untersee im Südwesten, von letzterem ist der Gnadensee mit dem Markelfinger Winkel direkt anschließend. Östlich schließt sich als Hauptteil des Bodensees der Obersee an.
Die am weitesten in den Obersee vorgeschobene Spitze des Bodanrücks im Osten ist das Hörnle, das gleichzeitig den nordöstlichen Grenzpunkt des Konstanzer Trichters markiert.
Westlich befindet sich der Hegau, eine Berg- und Hügellandschaft. An den Rändern des Bodanrück liegen Bodman-Ludwigshafen im Norden, Konstanz im Südosten, Allensbach im Süden und Radolfzell im Westen. Dem Bodanrück vorgelagert ist an der Nordostseite die Insel Mainau und im Süden die Insel Reichenau.

### Naturräumliche Zuordnung
Der Bodanrück gehört in der naturräumlichen Haupteinheitengruppe Voralpines Hügel- und Moorland (Nr. 03) zur Haupteinheit Nördliches Bodensee- und Hegau-Becken (030/031). Diese Haupteinheit teilt sich auf der Halbinsel auf in die Untereinheit Nordosthegauer Bergland (030/031.3) im Norden mit dem Naturraum Hohe Bodanrück-Homburg-Höhen (030/031.30) und in die Untereinheit Mittlere Hegau-Untersee-Senke (030/031.2) im Süden mit dem Naturraum Bodanrückhügelland (030/031.23) und dem südlichen davon befindlichen Naturraum Konstanzer Niederung (030/031.22). Im äußeren Norden leitet die Landschaft in den Naturraum Orsingen-Espasinger-Niederung (030/031.32) und im Westen in den Naturraum Große Hegauniederung (Singener Niederung) (030/031.24) über.

### Berge

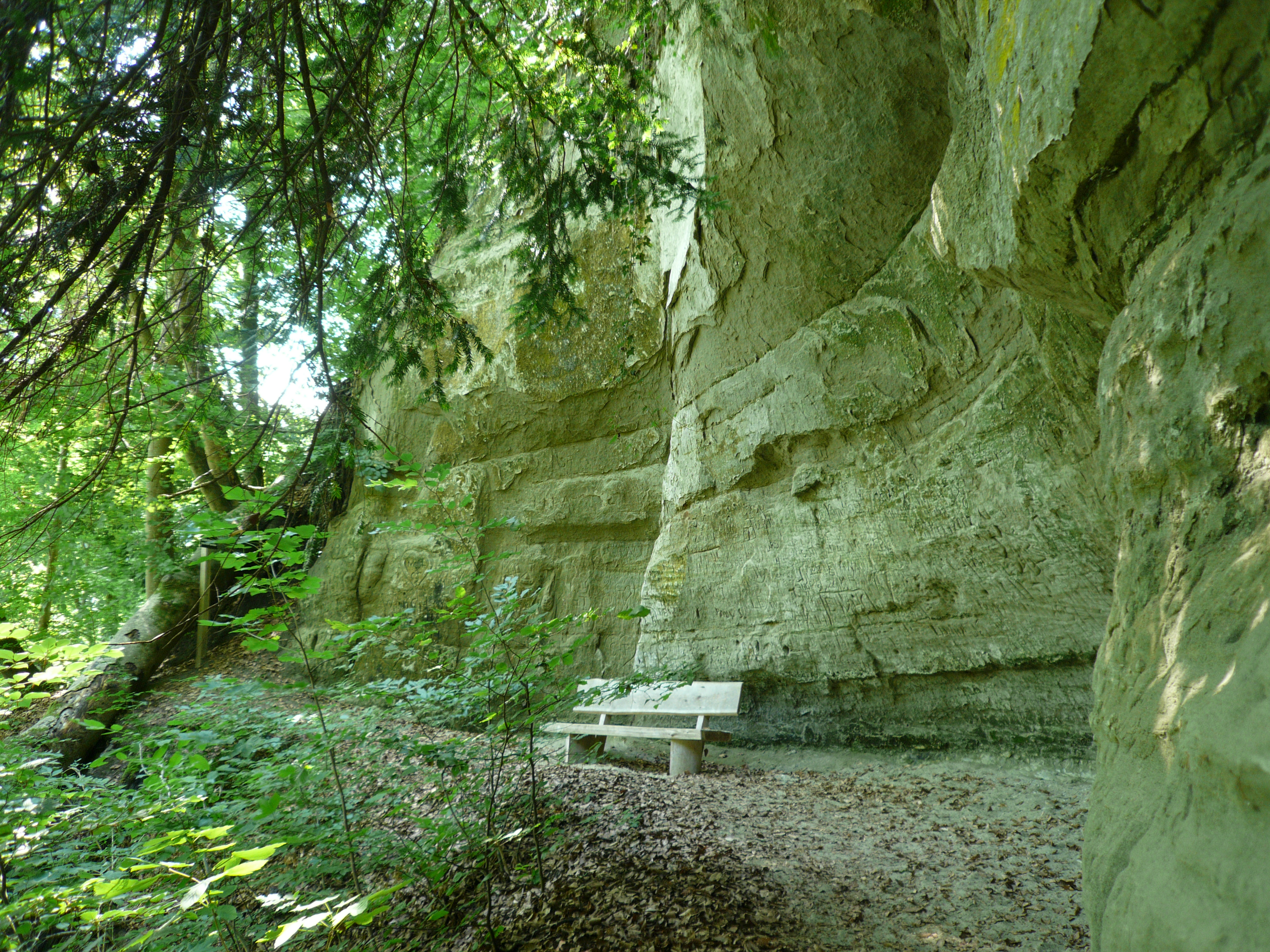
Echostelle im Echotal im Stöckenloch nahe Bodman

Mit einem Berg (693,4 m) im Nordwesten des Bodanrück erhebt sich dessen Landschaft maximal 298,07 m über das Niveau (395,33 m ü. NHN) des Obersees. Dieser Berg und weitere Erhebungen und deren Ausläufer sind unter anderem – sortiert nach Höhe in Meter (m) über Normalhöhennull (NHN):
- Lerchenacker (693,4 m), südwestlich von Bodman, ca. 600 m südöstlich vom Bauernhof Bodenwald
- Mühlberg (672,7 m), westsüdwestlich von Bodman, ca. 900 m südöstlich vom Bauernhof Rehmhof
- Brandberg (541,7 m), 650 m westnordwestlich von Allensbach-Freudental
- Gallensberg (537 m), 600 m südöstlich von Langenrain
- Schwarzenberg (514,8 m), 1,4 km südwestlich von Konstanz-Oberdorf
- Bommern (492,4 m), 1,1 km nordwestlich von Allensbach-Kaltbrunn
- Homberg (487,3 m), 2,2 km ostsüdöstlich von Markelfingen
- Taborberg (473,3 m), direkt nördlich von Konstanz-Fürstenberg
- Lettenberg (466,1 m), 1,9 km nordnordwestlich von Allensbach
- Fürstenberg (437 m), Konstanz-Fürstenberg

## Landschaftsbild
Im Bereich der Nordostabdachung des Bodanrücks, wo er steil zum Überlinger See hin abfällt, sind mehrere Schluchten landschaftlich spektakulär: die ostnordöstlich von Langenrain bei der Ruine Kargegg (491,9 m) liegende Marienschlucht, die sich rund 100 m tief in das Molassegestein eingegraben hat, die etwas südöstlich davon befindliche Katharinenschlucht und das Echotal im südsüdöstlich von Bodman gelegenen Stöckenloch. Wenn man hier in eine halbkreisförmige Felsnische hineinruft, kommt von einer Molassewand in etwa 60 Meter Entfernung das Echo zurück.
Obstwiesen und Weiden sowie Wald und verschiedene Moor- und Riedgebiete prägen das Landschaftsbild. Nahe Radolfzell erstreckt sich als größter See der Halbinsel der Mindelsee. Der Bodanrück wurde von Alfred Benzing als Landzunge bezeichnet.

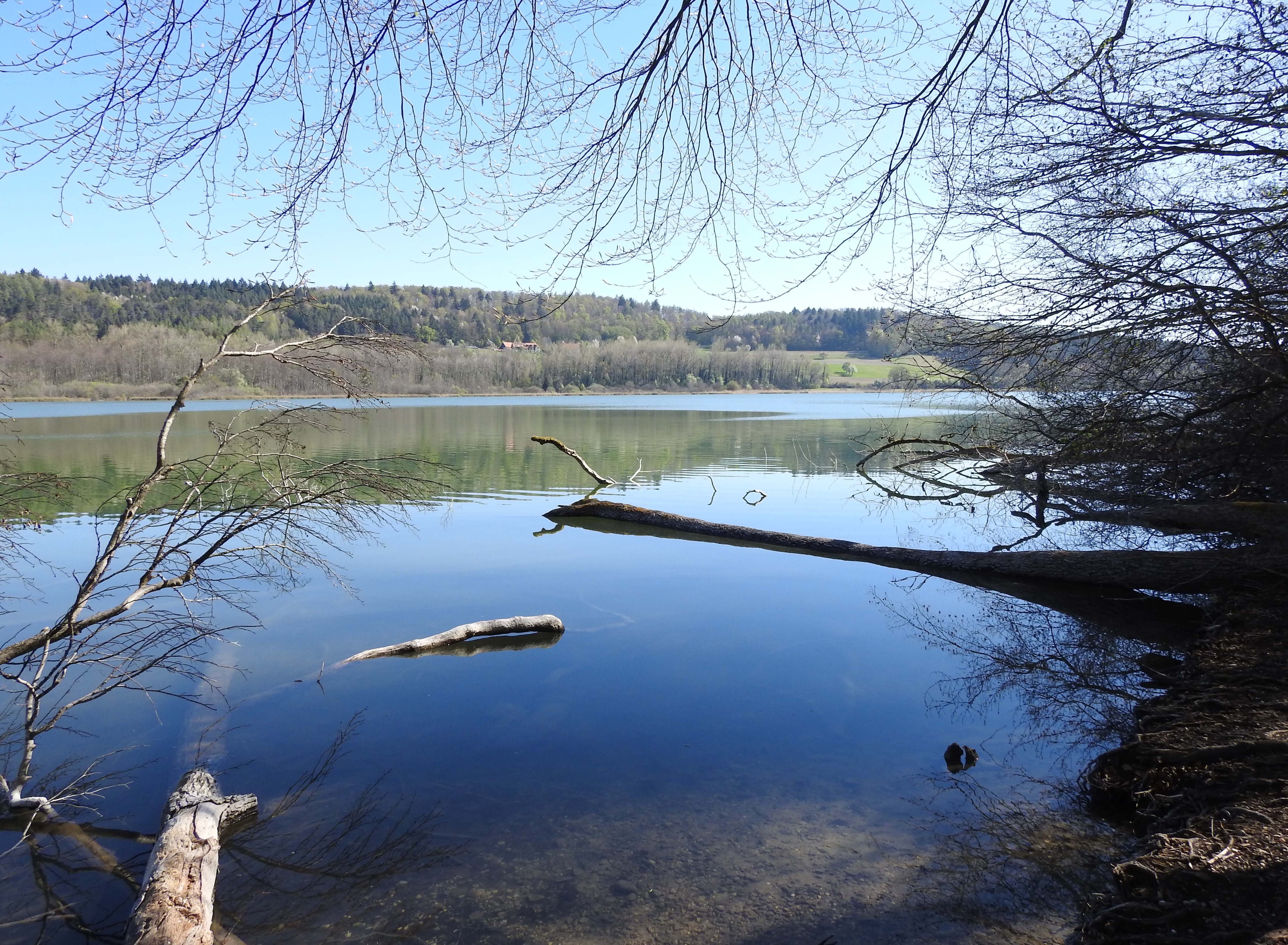
Mindelsee von Südwesten

## Schutzgebiete
Auf dem vielerorts bewaldeten Bodanrück liegen drei Landschaftsschutzgebiete (LSG): Auf Großteilen der Halbinsel befindet sich das LSG Bodanrück (CDDA-Nr. 319996; 1966 ausgewiesen; 55,12 km² groß). Es ist das zweitgrößte von 16 LSG im Landkreis Konstanz. Seit seiner Ausweisung im Juli 1966 wurde es mehrfach erweitert. Im Norden grenzt es an den größten Teil des dreiteiligen LSG Bodenseeufer (CDDA-Nr. 320003; 1951; 8,15 km²), dessen Fläche bis an die Ufer des Überlinger Sees reichen. Auf den bis an den Überlinger See, Obersee und Untersee reichenden Flanken des Bodanrück liegen mehrere räumlich voneinander gretrennte Teile des (gleichnamigen) LSG Bodenseeufer (CDDA-Nr. 31921; 1952; 10,13 km²), zu dem auch drei Teile bei Konstanz, zum Beispiel auf der Insel Mainau, gehören. An den Rändern der drei LSG liegen die Ortschaften Allensbach, Bodman, Dingelsdorf, Konstanz, Litzelstetten, Markelfingen, Radolfzell, Stahringen, Wallhausen und Wollmatingen. Teilweise oder vollständig von den LSG eingeschlossen sind die Ortschaften Dettingen, Freudental, Güttingen, Hegne, Kaltbrunn, Langenrain, Liggeringen, Möggingen und Oberdorf.
Auf Großteilen des Bodanrücks liegt, westliche Bodenseeteile rund um die Halbinsel mit einschließend, das Fauna-Flora-Habitat-Gebiet Bodanrück und westlicher Bodensee (FFH-Nr. 8220-341; 142,3729 km²).
Des Weiteren liegen auf dem Höhenzug zwei Vogelschutzgebiete (VSG): Auf Großteilen der Halbinsel befindet sich das mehrteilige VSG Bodanrück (VSG-Nr. 8220-402; 63,1093 km²), entlang ihrer Nord- und Nordostflanke das auch mehrteilige VSG Überlinger See des Bodensees (VSG-Nr. 8220-404; 25,5578 km²), und im Bereich von Geiermoos und Wollmatinger Ried liegen Teile des VSG Untersee des Bodensees (VSG-Nr. 8220-401; 59,1533 km²). Im Südosten stößt im Bereich des Obersees an die Halbinsel das VSG Konstanzer Bucht des Bodensees (VSG-Nr. 8321-401; 3,1112 km²).
Außerdem liegen auf dem Bodanrück teils bis an die rund um die Halbinsel befindlichen Bodenseeteile reichende Naturschutzgebiete, von denen manche aneinandergrenzen (alphabetisch sortiert):
- Bodenseeufer auf Gemarkung Markelfingen (CDDA-Nr. 162483; 1982; 25,98 ha)
- Bodenseeufer (Gmk. Allensbach, Hegne, Reichenau) (CDDA-Nr. 555514016; 1961; 24,37 ha)
- Bodenseeufer (Gmk. Litzelstetten, Dingelsdorf, Dettingen) (CDDA-Nr. 555514014; 2,4674 km²)
- Bodenseeufer-Obere Güll (CDDA-Nr. 318873; 1998; 45,37 ha)
- Bodenseeufer-Untere Güll (CDDA-Nr. 162482; 1991; 48,58 ha)
- Buchenseen (Güttinger Seen; CDDA-Nr. 81480; 1939; 11,1 ha)
- Bündtlisried (CDDA-Nr. 162636; 1986; 14,98 ha)
- Bussenried (CDDA-Nr. 318274; 1984; 10,63 ha)
- Bussensee (CDDA-Nr. 162661; 1988; 13,85 ha)
- Dingelsdorfer Ried (CDDA-Nr. 162758; 1988; 25,36 ha)
- Durchenbergried (CDDA-Nr. 81567; 1939; 2,88 ha)
- Fischerweihermoor (CDDA-Nr. 163105; 1990; 53,87 ha)
- Hagstaffelweiher (CDDA-Nr. 163476; 1988; 7,62 ha)
- Mindelsee (CDDA-Nr. 7127; 1938; 4,1189 km²)
- Mooswiese (CDDA-Nr. 82185; 1938; 20,48 ha)
- Mühlhaldenweiher (CDDA-Nr. 164725; 1991; 18,6 ha)
- Nägelried (CDDA-Nr. 82203; 1978; 4,54 ha)
- Nördliches Mainauried (CDDA-Nr. 164842; 1989; 11,72 ha)
- Ober Öschle (CDDA-Nr. 164855; 1984; 6,89 ha)
- Winterried (CDDA-Nr. 319343; 1962; 4,34 ha)
- Wollmatinger Ried – Untersee – Gnadensee (CDDA-Nr. 6995; 1938; 7,5851 km²)

## Sehenswürdigkeiten
Zu den Sehenswürdigkeiten des Bodanrück gehören neben den Schluchten an der Nordostseite und denjenigen in den Ortschaften:
- der Wild- und Freizeitpark Allensbach (auch „Wild- und Freizeitpark Bodanrück“ genannt), 75 ha groß, mit über 350 Tieren in 20 Tierarten
- das Naturschutzgebiet Wollmatinger Ried und die Naturschutzgebiete um die nahe Halbinsel Mettnau und den Mindelsee
- der Burghof Wallhausen, ehemaliges Forsthaus über dem Überlinger See, gebaut 1661 neben der Ruine der alten Burg Tettingen des Minnesängers Heinrich von Tettingen

Vielerorts bieten sich von Erhebungen und Hangspornen der Halbinsel gute Aussichtsmöglichkeiten über den Bodensee und angrenzende Landschaften – im Norden bis zur Schwäbischen Alb und nach Süden zu den Alpen.

## Verkehr
Entlang dem Südwestufer des Bodanrück führt die Bundesstraße 33, die Radolfzell im Nordwesten über Allensbach mit Konstanz im Südosten verbindet. Von ihr zweigt die Bundesstraße 34 ab, die im Übergangsbereich zum Hegau von Radolfzell etwa in Südwest-Nordost-Richtung nach Bodman-Ludwigshafen verläuft. Von diesen Straßen zweigen mehrere in die Landschaft führende Landes- und Kreisstraßen ab.
Entlang dem Südwestufer der Halbinsel verläuft der Abschnitt Radolfzell–Konstanz der Hochrheinbahn. Im Übergangsbereich zum Hegau liegen in Südwest-Nordost-Richtung die Abschnitte Radolfzell–Stahringen der Bahnstrecke Radolfzell–Mengen und Stahringen–Ludwigshafen der Bahnstrecke Stahringen–Friedrichshafen.
Im Südosten des Bodanrück liegt der Fährhafen für die Autofähre zwischen dem auf der Halbinsel gelegenen Konstanz-Staad und dem auf dem nördlichen Bodenseeufer gelegenen Meersburg. Die Insel Mainau kann ebenso mit den Passagierschiffen der Weißen Flotte von Konstanz, Meersburg, Unteruhldingen oder Überlingen aus erreicht werden, wie die nördlichen Bodanrück-Ortschaften Dingelsdorf, Wallhausen, Bodman sowie die Marienschlucht.
Außerdem gibt es einen regelmäßigen Busverkehr und ein gut ausgeschildertes Netz an Fahrradwegen.

## Film
- Bilderbuch Deutschland: Am Bodensee – Der Bodanrück im Spiel der Jahreszeiten. Dokumentation, 45 Min., Buch und Regie: Willy Meyer, Produktion: SWR